# Nectandra mirafloris
Nectandra mirafloris är en lagerväxtart som beskrevs av H. van der Werff. Nectandra mirafloris ingår i släktet Nectandra och familjen lagerväxter. Inga underarter finns listade i Catalogue of Life.